# NGC 4275
NGC 4275 é uma galáxia espiral (Sb) localizada na direcção da constelação de Coma Berenices. Possui uma declinação de +27° 37' 16" e uma ascensão recta de 12 horas, 19 minutos e 52,6 segundos.
A galáxia NGC 4275 foi descoberta em 11 de Abril de 1785 por William Herschel.